# Carolina (película de 2003)
Carolina es una comedia romántica de 2003 dirigida por Marleen Gorris e interpretada por Julia Stiles, Shirley MacLaine, Alessandro Nivola, Mika Boorem, Randy Quaid y Jennifer Coolidge.

## Argumento
Carolina Mirabeau es una chica que no puede encontrar una pareja adecuada y estable. Su familia está compuesta por su abuela, hermanas Georgia y Maine, y un padre exalcohólico siempre ausente, que deja a sus hijas con la abuela. Su mejor amigo y vecino es un escritor de novelas románticas. La obra gira en torno a las aventuras de la familia de Carolina, pero también se centra en su vida amorosa.

## Reparto
- Julia Stiles como Carolina Mirabeau.
- Shirley MacLaine como Abuela Millicent Mirabeau.
- Alessandro Nivola como Albert Morris.
- Randy Quaid como Theodore 'Ted' Mirabeau.
- Jennifer Coolidge como Tía Marilyn.
- Edward Atterton como Heath Pierson.
- Azura Skye como Georgia Mirabeau.
- Mika Boorem como Maine Mirabeau.
- Alan Thicke como Chuck McBride - Perfect Date Host.